# Miguel Betancourt Guerra
Miguel Betancourt Guerra (Camagüey, Cuba, 5 de noviembre de 1835-Camagüey, 3 de septiembre de 1901) fue un político y militar cubano del siglo XIX.

## Guerra de los Diez Años
Era hacendado cuando se unió al Alzamiento de las Clavellinas el 4 de noviembre de 1868. Fue diputado por Camagüey a la Asamblea de Guáimaro.
Sustituyó a Eduardo Agramonte Piña en la Asamblea del Centro.
Prestó valiosos servicios de información al mayor general Máximo Gómez en la campaña mambisa en Camagüey (1873-1874).

## Guerra Necesaria
En la Guerra Necesaria (1895-1898) colaboró en Nueva York con la delegación del Partido Revolucionario Cubano.
El 13 de octubre de 1896 desembarcó en Río Hondo de San Juan, entre Cienfuegos y Trinidad, al frente de una expedición del vapor Dauntless.
Fue gravemente herido en la cabeza durante el ataque a Las Tunas, el 28 de agosto de 1897.

## Muerte
Nunca pudo recuperarse adecuadamente de la herida que sufrió en Las Tunas. El 3 de septiembre de 1901 se suicidó con su revólver, en una finca cercana a Puerto Príncipe, Camagüey.
- Datos: Q51881484
- Multimedia: Miguel Betancourt Guerra / Q51881484